# Montia
- Commons
- Wikispecies

Montia L. é um gênero botânico da família Montiaceae. Alguns membros deste gênero estão agora incluidos no gênero Claytonia.

## Sinonímia
| - Claytoniella Jurtzev - Crunocallis Rydb. - Limnalsine Rydb. - Maxia O. Nilsson - Mona Ö. Nilsson | - Montiastrum Rydb. - Naiocrene (Torr. et A. Gray) Rydb. - Neopaxia Ö. Nilsson - Paxia Ö. Nilsson |

## Espécies
- Montia bostockii
- Montia chamissoi
- Montia dichotoma
- Montia diffusa
- Montia fontana
- Montia howellii
- Montia linearis
- Montia parviflora
- Lista completa

## Classificação do gênero
| Sistema | Classificação                    | Referência               |
| ------- | -------------------------------- | ------------------------ |
| Linné   | Classe Triandria, ordem Trigynia | Species plantarum (1753) |